# Трагедия плоскогорья Суан
«Трагедия плоскогорья Суан» — рассказ русского писателя Александра Грина, написанный в 1910 году и впервые опубликованный в 1912. Один из первых рассказов, действие которого происходит в вымышленной стране, получившей после смерти писателя название Гринландия.

## Сюжет и история текста
Действие рассказа происходит в вымышленной стране. Главный герой — уголовник Блюм, которого пытаются использовать в своих интересах профессиональные революционеры. Спасаясь от ареста, он находит убежище на плоскогорье Суан, в доме охотника Тинга. Там он решает порвать с революционерами и разрабатывает собственную «программу» — убивать людей, «весёлых от рождения». Одним из таких людей оказывается Тинг. Чтобы причинить ему страдание, Блюм пытается убить его жену Ассунту, но та оказывается жива. В финале рассказа Тинг настигает и убивает Блюма.
«Трагедия плоскогорья Суан» была написана в 1910 году. Автор отослал рукопись в редакцию журнала «Русская мысль», литературный отдел которой тогда возглавлял Валерий Брюсов. Последнему рассказ показался «красивым, но слишком экзотическим»; Брюсов долго не мог решить, стоит ли его публиковать, но летом 1912 года рассказ, наконец, увидел свет (в седьмом номере журнала). В 1913 году «Трагедия…» была включена в авторский сборник «Пролив бурь».
Литературоведы отмечают, что при внешней экзотичности сюжета рассказ тесно связан с российскими реалиями и с биографией автора, долго состоявшего в эсеровской партии. В Блюме видят персонажа, родственного нигилистам из «Бесов» Достоевского, Алексею из «Тьмы» Леонида Андреева, Санину из одноимённого романа Арцыбашева, Триродову из «Навьих чар» Сологуба.